# Шмохтиц

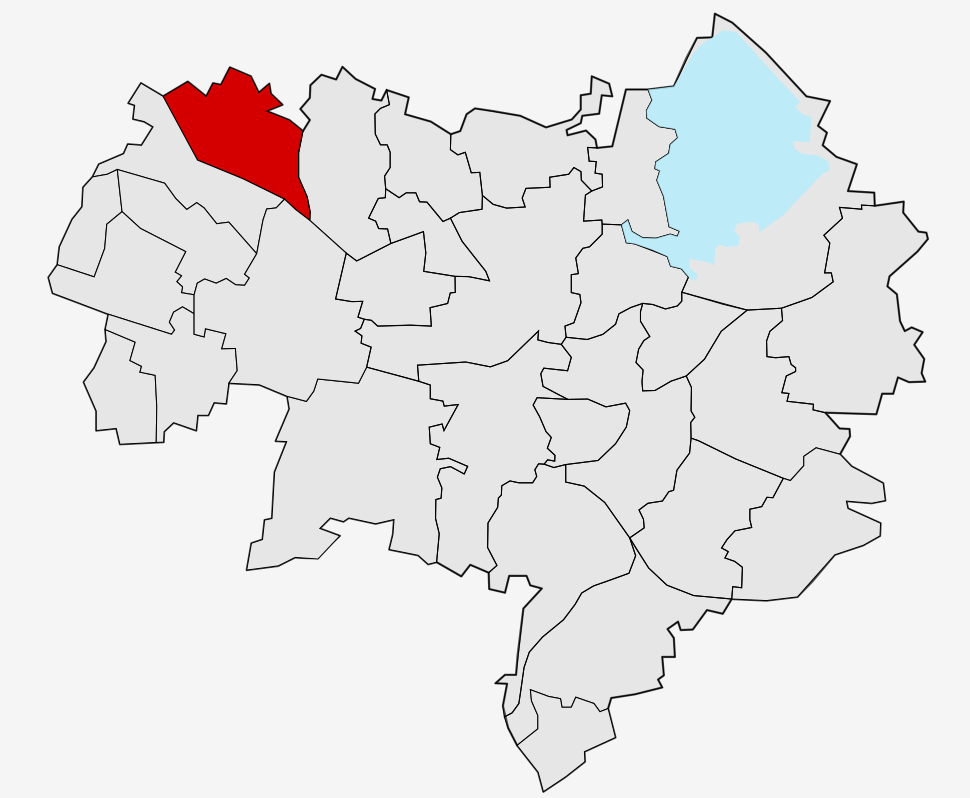
Шмохтиц на городской карте Баутцена

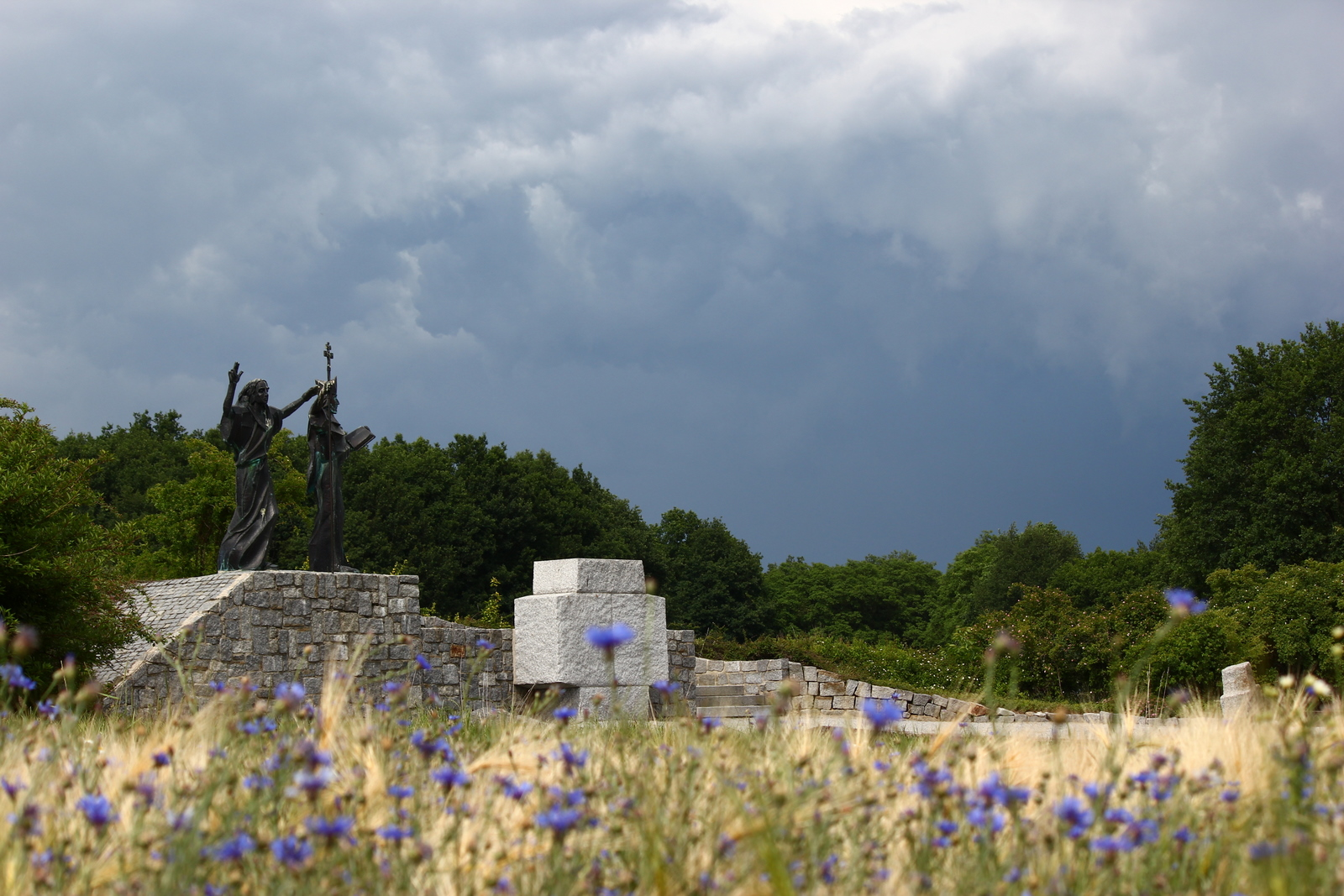
Памятник святым Кириллу и Мефодию, установленное около Шмохтица серболужицким Обществом святых Кирилла и Мефодия

Шмо́хтиц или Смо́хчицы (нем. Schmochtitz; в.-луж. Smochćicyо файле) — сельский населённый пункт в Верхней Лужице, находящийся с 1999 года в городских границах Баутцена, Германия. Район Баутцена.

## География
Находится примерно в шести километрах северо-западнее исторического центра Бауцтена и в двух километрах севернее от деревни Слона-Боршч. Деревня расположена в долине ручья между холмами: на юго-востоке — Вивальце (славянское наименование — Вивальца; нем. Wiwalze, в.-луж. Wiwalca) высотой 250 метров и на северо-западе — Ротен-Берг (славянское наименование — Немц; нем. Roten Berg, в.-луж. Nĕmc) высотой 204 метра. На юго-западе расположен холм Перлеберг (славянское наименование — Перла; (нем. Perleberg, в.-луж. Perla) высотой 216 метров.
Через деревню проходит автомобильная дорога K7277 с северо-запада на юго-восток (Лагов — автомобильная дорога S106) и с севера — автомобильная дорога K7276 (Милквиц — Шмохтиц).
Соседние населённые пункты: на севере — деревня Вульки-Пшездрень коммуны Радибор, на востоке — деревня Малы-Вельков, на юго-востоке — деревня Слона-Боршч, на юго-западе — деревня Дельни-Вунёв, на западе — деревни Сульшецы и Мышецы коммуны Гёда и на северо-западе — деревня Лагов коммуны Нешвиц.
Серболужицкий краевед Михал Росток в своём сочинении «Ležownostne mjena» упоминает земельные наделы в окрестностях деревни под наименованиями: Duborka, Čěžki, Na skałkach, Zajědź, Hajki, Na Lešawkach, Słónčny templ.

## История
Впервые упоминается в 1391 году под наименованием «Smochticz». С 1936 по 1948 года деревня была административным центром одноимённой коммуны, в которую входили населённые пункты Нидеруна, Оберуна и Лёшау. С 1948 по 1969 года входила в состав коммуну Зальценфорст, с 1969 по 1994 года — в состав коммуны Зальценфорст-Больбриц, с 1994 по 1999 года — в состав коммуны Клайнвелька. В 1999 году вошла в границы Баутцена как самостоятельный городской район.
В XVIII веке в деревне была построена усадьба, которая в последующее время перешла в собственность католической епархия Дрезден-Мейсена. Усадебный дом был переименован в «Дом святого епископа Бено». В настоящее время в этом здании находится католическое учебное заведение и конференц-центр, который используется для различных культурных мероприятий.
В настоящее время деревня входит в состав культурно-территориальной автономии «Лужицкая поселенческая область», на территории которой действуют законодательные акты земель Саксонии и Бранденбурга, содействующие сохранению лужицких языков и культуры лужичан.
Исторические немецкие наименования
- Smochticz, 1391
- Smogticz, 1400
- Smacticz, 1419
- Schmogkticz, 1500
- Schmochtitz, 1538
- Schmochschitz, 1580

## Население
Официальным языком в населённом пункте, помимо немецкого, является также верхнелужицкий язык.
Согласно статистическому сочинению «Dodawki k statisticy a etnografiji łužickich Serbow» Арношта Муки в 1884 году в деревне проживало 135 человека (из них — 119 лужичанина (88 %)).
| 1834 | 1871 | 1890 | 1910 | 1925 | 1939 | 1946 | 2020 |
| ---- | ---- | ---- | ---- | ---- | ---- | ---- | ---- |
| 91   | 121  | 132  | 125  | 126  | 347  | 423  | 54   |

## Достопримечательности
- Памятник святым Кириллу и Мефодию, установленное около Шмохтица серболужицким Обществом святых Кирилла и Мефодия в честь Юбилейного 2000 года.

Культурные памятники федеральной земли Саксония
Всего в населённом пункте находятся 18 объектов памятников культуры и истории:
| №  | Объект                                                                              | Немецкое наименование | Датировка       | Месторасположение                                                       | Номер объекта в реестре | Фото |
| -- | ----------------------------------------------------------------------------------- | --- | --------------- | ----------------------------------------------------------------------- | ----------------------- | ---- |
| 1  | Придорожное распятие                                                                | Betkreuz | 1870            | В центре деревни на перекрёстке дороги Гросбрёзерн — Клайнвелька — Лога | 09252300                |      |
| 2  | Дом святого епископа Бено с парком                                                  | Bischof-Benno-Haus und Gutspark                                                                                             | 1700 — 1918     | Schmochtitz 1, 5, 10                                                    | 09252237                |      |
| 3  | Усадьба с прилегающей часовней, мебелью Фридриха Пресса и гербом на восточной стене | Herrenhaus (Bischof-Benno-Haus) und angebaute Kapelle mit Ausstattung von Friedrich Press und Wappen an östlicher Außenwand | 1770 год        | Schmochtitz 1                                                           | 09302527                |      |
| 4  | Бывший сарай (в настоящее время — часовня)                                          | Ehemalige Scheune, heute Kirche                                                                                             | 1770            | Schmochtitz 1, 1a, 1b, 5                                                | 09252294                |      |
| 5  | Четыре бывших хозяйственных построек                                                | Vier ehemalige Wirtschaftsgebäude                                                                                           | 1893            | Schmochtitz 1a, 1b                                                      | 09302527                |      |
| 6  | Баптистерий                                                                         | Taufturm | 1764            | Schmochtitz 1, 1a, 1b, 5                                                | 09302527                |      |
| 7  | Оранжерея с флигелем                                                                | Orangerie mit Nebengebäude                                                                                                  | 1770            | Schmochtitz 5                                                           | 09302527                |      |
| 8  | Строение «Elysium»                                                                  | Sogenanntes «Elysium» |                 | Schmochtitz 1, 1a, 1b, 5                                                | 09302527                |      |
| 9  | Руины «Храма Солнца»                                                                | Ruine des «Sonnentempels»                                                                                                   | XVIII век       | Schmochtitz 1, 1a, 1b, 5                                                | 09302527                |      |
| 10 | Технический памятник «Плотина»                                                      | Wehr, Technisches Denkmal                                                                                                   | 1900 год        | Schmochtitz 1, 1a, 1b, 5                                                | 09302527                |      |
| 11 | Фонтан с дельфином                                                                  | Springbrunnen mit Delphin                                                                                                   | 1900 год        | Schmochtitz 1, 1a, 1b, 5                                                | 09302527                |      |
| 12 | Садовая скульптура «Кокосовая пальма»                                               | Gartenskulptur «Kokospalme»                                                                                                 | 1769 год        | Schmochtitz 1, 1a, 1b, 5                                                | 09302527                |      |
| 13 | Садовая скульптура «Сфинкс»                                                         | Gartenskulptur «Sphinx» | 1820 год        | Schmochtitz 1, 1a, 1b, 5                                                | 09302527                |      |
| 14 | Скульптура ребёнка                                                                  | Kinderskulptur | 1730 год        | Schmochtitz 1, 1a, 1b, 5                                                | 09302527                |      |
| 15 | Памятник Отто Тосту                                                                 | Otto-Thost-Denkmal | 1925 год        | Schmochtitz 1, 1a, 1b, 5                                                | 09302527                |      |
| 16 | Памятник погибшим воинам Первой мировой войны и жертвам всех войн                   | Denkmal für die Gefallenen des Ersten Weltkrieges und die Opfer aller Kriege                                                | 1918 год        | Schmochtitz 1, 1a, 1b, 5                                                | 09302527                |      |
| 17 | Оригинальное ограждение с воротами                                                  | Originale Einfriedung einschließlich aller Tore                                                                             | 1893 год        | Schmochtitz 1, 1a, 1b, 5                                                | 09302527                |      |
| 18 | Жилой дом                                                                           | Wohnstallhaus | 1790 — 1820 год | Schmochtitz 14                                                          | 09252299                |      |